# Canton de Florac Trois Rivières
Le canton de Florac Trois Rivières, précédemment appelé canton de Florac, est une circonscription électorale française située dans le département de la Lozère et la région Occitanie.

## Représentation
Sources : Annuaires du département de la Lozère. https://gallica.bnf.fr/ark:/12148/cb326955871/date

### Conseillers généraux de 1833 à 2015
| Période         | Période      | Identité                          | Étiquette    | Qualité |
| --------------- | ------------ | --------------------------------- | ------------ | --- |
| 1833            | 1848         | Jean Baptiste Adrien Mathieu      |              | Juge d'instruction à Florac |
| 1848            | 1877         | Camille Teissonnière              | Droite       | Procureur de la République à Saint-Pons (Hérault) puis Président de chambre à la Cour d'appel de Nîmes                              |
| 1877            | 1883         | Vicomte Henry de Bernis de Salgas | Droite       | Propriétaire à Ispagnac |
| 1883            | 1886 (décès) | Léon Boyer                        | Républicain  | Ingénieur des Ponts et Chaussées adjoint au Directeur de la construction des chemins de fer au Ministère des Travaux Publics        |
| 1886            | 1904 (décès) | Auguste Boyer                     | Républicain  | Conseiller à la Cour d'Appel de Paris                                                                                               |
| 1904            | 1913         | Jean-Antoine Bros                 | Rad.         | Avoué - Maire de Florac (1890-1906)                                                                                                 |
| 1913            | 1940         | Jules Laget (1864-1949)           | Rad.         | Avocat à Mende Maire d'Ispagnac (1896-1904 et 1912-1944), ancien conseiller d'arrondissement Nommé conseiller départemental en 1942 |
|                 |              |                                   |              | |
| 1945            | 1950 (décès) | Paul Maury                        | DVG app.SFIO | Médecin, ancien Maire de Florac (1935-1940)                                                                                         |
| 22 octobre 1950 | 1970         | Henri Monestier (1897-1986)       | SFIO         | Responsable socialiste en Lozère, Florac                                                                                            |
| 1970            | 1976         | Jean Malafosse                    | SFIO puis PS | Médecin, maire de Florac |
| 1976            | 1980 (décès) | André Terrisson (1935-1980)       | PCF puis DVG | Instituteur puis conseiller pédagogique, Florac                                                                                     |
| 1980            | 1988         | Fortuné Chabrol (1922-2004)       | PS           | Conducteur de travaux Ancien Maire de Saint-Frézal-de-Ventalon Maire de Florac de 1977 à 1989                                       |
| 1988            | 2001         | Jacques Gasperin                  | PS           | Président de l'association de défense des forêts, maire de Florac de 1989 à 2001 Suppléant du député Jean-Claude Chazal (1997-2002) |
| 2001            | 2015         | Alain Argilier                    | PRG          | Chargé de communication, maire de Vebron depuis 1995                                                                                |

### Conseillers d'arrondissement (de 1833 à 1940)
Le canton de Florac avait deux conseillers d'arrondissement.
| Période                                  | Période      | Identité                                      | Étiquette | Qualité |
| ---------------------------------------- | ------------ | --------------------------------------------- | --------- | --- |
| 1833                                     | 1858         | Auguste Jaffard (1785-1859)                   |           | Négociant en textile, maire d'Ispagnac                                                                      |
| 1833                                     | 1848         | Joseph Henri Aimé Turc (1806-1862)            |           | Juge de paix à Florac                                                                                       |
| 1848                                     | 1865 (décès) | Mathieu Jean Hilaire Solanet (1810-1865)      |           | Avoué à Florac                                                                                              |
| 1858                                     | 1862 (décès) | Joseph Henri Aimé Turc                        |           | Juge de paix à Florac                                                                                       |
| 1862                                     | 1870         | Fernand Frédéric Auguste Salanson (1828-1887) |           | Juge suppléant au Tribunal civil de Florac                                                                  |
| 1865                                     | 1870         | Louis-François Veigalier (1804-1877)          |           | Avoué licencié, maire de Florac                                                                             |
| 1870                                     | 1886         | Isidore-Prosper Couderc (1830-1901)           |           | Médecin à Florac                                                                                            |
| 1870                                     | 1880         | Fortuné Sanguinède (1813-1893)                |           | Propriétaire à Cros-Garnon, Vebron                                                                          |
| 1880                                     | 1892         | Paul Boyer (1853-1916)                        |           | Substitut à Avignon, propriétaire à Saint-Julien-d'Arpaon                                                   |
| 1886                                     | 1891 (décès) | Louis Jules Tinel (1840-1891)                 |           | Avoué à Florac                                                                                              |
| 1892                                     | 1904         | Jean-Antoine Bros                             |           | Maire de Florac                                                                                             |
| 1892                                     | 1904         | Jules Laget (1864-1949)                       | Radical   | Avocat à Mende, propriétaire à Ispagnac                                                                     |
| 1904                                     | 1919         | Eugène Monteils                               |           | Notaire à Florac                                                                                            |
| 1904                                     | 1910         | M. Lafabrie                                   |           | Négociant à Ispagnac                                                                                        |
| 1910                                     | 1940         | Auguste Portalier                             | Gauche    | Médecin, maire de Florac, Président du Conseil d'arrondissement                                             |
| 1919                                     | 1922         | Émile Galtier                                 |           | Maire de Vebron, propriétaire à Saïgas                                                                      |
| 1922                                     | 1934         | Claude-Jules Chardenon                        | Gauche    | Propriétaire à Florac                                                                                       |
| 1934                                     | 1940         | Rudolf Söderlindh-Velay (1886-1989)           | Gauche    | Médecin à Florac                                                                                            |
| 1940                                     |              |                                               |           | Les conseils d'arrondissement ont été suspendus par la loi du 12 octobre 1940 et n'ont jamais été réactivés |
| Les données manquantes sont à compléter. |              |                                               |           | |

### Représentation depuis 2015
| Période élective | Période élective | Mandat | Mandat   | Identité       | Nuance | Nuance | Qualité |
| ---------------- | ---------------- | ------ | -------- | -------------- | ------ | ------ | --- |
| 2015             | 2021             | 2015   | 2021     | Denis Bertrand |        | PS     | Retraité de la DDE Maire de Meyrueis (2001-2014) Ancien conseiller général du Canton de Meyrueis (2008-2015)                                                                         |
| 2015             | 2021             | 2015   | 2021     | Guylène Pantel |        | PS     | Cadre de La Poste Maire d'Ispagnac (juin 2018-2020), 4e vice-présidente du conseil départemental (2015-2020), suppléante du sénateur Alain Bertrand, devenue sénatrice en mars 2020. |
| 2021             | 2028             | 2021   | en cours | Denis Bertrand |        | PS     | Conseiller sortant, 7ème Vice-Président du conseil départemental |
| 2021             | 2028             | 2021   | en cours | Guylene Pantel |        | PS     | Sénatrice de la Lozère (groupe RDSE) (2020- ) |

### Résultats détaillés

#### Élections de mars 2015
À l'issue du 1er tour des élections départementales de 2015, trois binômes sont en ballotage : Denis Bertrand et Guylène Pantel (PS, 35,61 %), Alain Argilier et Brigitte Donnadieu (DVG, 23,93 %) et Christian Causse et Flore Therond (FG, 23,35 %). Le taux de participation est de 63,92 % (2 406 votants sur 3 764 inscrits) contre 66,11 % au niveau départemental et 50,17 % au niveau national.
Au second tour, Denis Bertrand et Guylène Pantel (PS) sont élus avec 60,97 % des suffrages exprimés et un taux de participation de 63,68 % (1 287 voix pour 2 397 votants et 3 764 inscrits).

#### Élections de juin 2021
Le premier tour des élections départementales de 2021 est marqué par un très faible taux de participation (33,26 % au niveau national). Dans le canton de Florac Trois Rivières, ce taux de participation est de 50,54 % (2 097 votants sur 4 149 inscrits) contre 48,91 % au niveau départemental. À l'issue de ce premier tour,  le binôme constitué de Denis Bertrand et Guylene Pantel (PS)est élu avec 60,42 % des suffrages exprimés.

## Composition

### Composition avant 2015
Le canton de Florac regroupait 9 communes.
| Nom                     | Code Insee | Codepostal | Superficie (km2) | Population (dernière pop. légale) | Densité (hab./km2) |
| ----------------------- | ---------- | ---------- | ---------------- | --------------------------------- | ------------------ |
| Florac (chef-lieu)      | 48P02      | 48400      | 29,89            | 1 958 (2012)                      | 66                 |
| Bédouès                 | 48022      | 48400      | 26,80            | 284 (2012)                        | 11                 |
| Les Bondons             | 48028      | 48400      | 45,54            | 142 (2012)                        | 3,1                |
| Cocurès                 | 48P01      | 48400      | 3,55             | 201 (2012)                        | 57                 |
| Ispagnac                | 48075      | 48320      | 53,71            | 863 (2012)                        | 16                 |
| Rousses                 | 48130      | 48400      | 22,38            | 102 (2012)                        | 4,6                |
| Saint-Laurent-de-Trèves | 48P07      | 48400      | 23,09            | 174 (2012)                        | 7,5                |
| La Salle-Prunet         | 48186      | 48400      | 18,50            | 181 (2012)                        | 9,8                |
| Vebron                  | 48193      | 48400      | 69,66            | 194 (2012)                        | 2,8                |

### Composition depuis 2015
Lors du redécoupage cantonal de 2014, le canton de Florac Trois Rivières comptait onze communes.
À la suite des fusions, au 1er janvier 2016, des communes de Florac et La Salle-Prunet pour former la commune nouvelle de Florac Trois Rivières et, le 1er janvier 2017, des communes de Montbrun, Quézac et Sainte-Enimie pour former la commune nouvelle de Gorges du Tarn Causses, le canton comprend désormais neuf communes, la commune de Gorges du Tarn Causses lui étant entièrement rattachée. Ces modifications sont entérinées par le décret du 5 mars 2020. Le bureau centralisateur de ce canton est la commune de Florac Trois Rivières.
| Nom                                           | Code Insee | Intercommunalité            | Superficie (km2) | Population (dernière pop. légale) | Densité (hab./km2) | Modifier                                    |
| --------------------------------------------- | ---------- | --------------------------- | ---------------- | --------------------------------- | ------------------ | ------------------------------------------- |
| Florac Trois Rivières (bureau centralisateur) | 48061      | CC Gorges Causses Cévennes  | 48,39            | 2 111 (2022)                      | 44                 | modifier les données · modifier les données |
| Gatuzières                                    | 48069      | CC Gorges Causses Cévennes  | 29,40            | 52 (2022)                         | 1,8                | modifier les données · modifier les données |
| Gorges du Tarn Causses                        | 48146      | CC Gorges Causses Cévennes  | 144,22           | 901 (2022)                        | 6,2                | modifier les données · modifier les données |
| Hures-la-Parade                               | 48074      | CC Gorges Causses Cévennes  | 88,59            | 232 (2022)                        | 2,6                | modifier les données · modifier les données |
| Ispagnac                                      | 48075      | CC Gorges Causses Cévennes  | 53,71            | 897 (2022)                        | 17                 | modifier les données · modifier les données |
| Mas-Saint-Chély                               | 48141      | CC Gorges Causses Cévennes  | 56,81            | 102 (2022)                        | 1,8                | modifier les données · modifier les données |
| Meyrueis                                      | 48096      | CC Gorges Causses Cévennes  | 104,68           | 778 (2022)                        | 7,4                | modifier les données · modifier les données |
| Le Rozier                                     | 48131      | CC de Millau Grands Causses | 2,03             | 128 (2022)                        | 63                 | modifier les données · modifier les données |
| Saint-Pierre-des-Tripiers                     | 48176      | CC Gorges Causses Cévennes  | 34,74            | 96 (2022)                         | 2,8                | modifier les données · modifier les données |
| Canton de Florac Trois Rivières               | 4805       |                             | 475,23           | 5 297 (2022)                      | 11                 | modifier les données                        |

## Démographie

### Démographie avant 2015
| 1962  | 1968  | 1975  | 1982  | 1990  | 1999  | 2006  | 2011  | 2012  |
| ----- | ----- | ----- | ----- | ----- | ----- | ----- | ----- | ----- |
| 3 534 | 3 469 | 3 596 | 3 674 | 3 680 | 3 927 | 4 027 | 4 112 | 4 099 |

### Démographie depuis 2015
En 2022, le canton comptait 5 297 habitants, en évolution de +8,23 % par rapport à 2016 (Lozère : +0,11 %, France hors Mayotte : +2,11 %).
| 2013  | 2018  | 2022  |
| ----- | ----- | ----- |
| 4 947 | 4 820 | 5 297 |